# Algar do Cabeço da Negra
O Algar do Cabeço da Negra é uma gruta portuguesa localizada na freguesia da Candelária, concelho da Madalena do Pico ilha do Pico, arquipélago dos Açores.
Esta cavidade apresenta uma geomorfologia de origem vulcânica em forma de Cone vulcânico com Cratera tendo cerca de 24 m. de profundidade. Encontra-se dentro da Paisagem Protegida de Interesse Regional da Cultura da Vinha da Ilha do Pico.